# Trung Thành, Yên Thành
Trung Thành là một xã thuộc huyện Yên Thành, tỉnh Nghệ An, Việt Nam.
Xã Trung Thành có diện tích 7,3 km², dân số năm 1999 là 5.419 người, mật độ dân số đạt 742 người/km².